# Joyce Weisbecker
Joyce Weisbecker, née en 1958, est une ingénieure et actuaire. Elle est connue comme étant la première développeuse indépendante de l'histoire du jeu vidéo.

## Jeu vidéo
Son père, Joseph Weisbecker (en), ingénieur de son état, développait des jeux pour le plaisir, et avait construit son propre ordinateur personnel, baptisé Fred, pour Flexible Recreational & Educational Device. Il avait appris à ses deux filles à s'en servir et Joyce avait écrit deux programmes de jeux. Cet ordinateur servant de modèle au futur COSMAC VIP (en), ces jeux figurent dans son manuel d'utilisation.
En 1976, à l'âge de 17 ans, elle développe des jeux pour la console Studio II de RCA. Elle les propose au constructeur, qui les accepte et la rémunère : cela fait d'elle la première développeuse indépendante de l'histoire du jeu vidéo.

## Études et carrière professionnelle
Joyce Weisbecker suit un double cursus d'actuariat et d'ingénierie informatique à l'Université de Rider, dont elle sort diplômée en 1980. Imitant en cela Edmund Berkeley (en), qui avait influencé son père, elle travaille comme actuaire puis reprend ses études en 1998 pour obtenir une licence d'ingénierie électrique et un master d'informatique. Elle travaille alors comme ingénieure dans le traitement des signaux radar.

## Œuvres
- Pour console COSMAC VIP (en)
  - Snake Race
  - Jackpot
  - Slide
  - Sum Fun
  - Sequence Shoot
- Pour console RCA Studio II
  - TV Schoolhouse I
  - Speedway
  - Tag